# How You Like That
«How You Like That» es una canción del grupo surcoreano Blackpink. Fue lanzada el 26 de junio de 2020 en formato digital, junto con su videoclip, a través de YG Entertainment e Interscope, como el primer sencillo de prelanzamiento de su primer álbum de estudio surcoreano de larga duración del grupo, titulado The Album, que se lanzó el 2 de octubre de 2020. La canción fue escrita por Teddy Park y Danny Chung, producida por Park y compuesta por el mismo Park junto a R. Tee y 24.
«How You Like That» fue un éxito comercial, con el cual alcanzó el número uno en las listas Gaon Digital Chart y K-pop Hot 100, ambas en Corea del Sur. En otros lugares, la canción encabezó las listas de éxitos en Singapur, Hungría y Malasia y también tuvo presencia dentro de las listas de éxitos en otros 26 países. La canción ha sido certificada con disco de oro en Canadá y Portugal, y disco de Platino en Corea del Sur y Japón, mientras que la versión como álbum sencillo también fue certificada platino en Corea del Sur.
El lanzamiento de la canción se convirtió en el vídeo con más visualizaciones en línea en su estreno en YouTube, con 1,65 millones de espectadores. Además, el vídeo batió el récord como el vídeo más visto en 24 horas, con 86,3 millones de reproducciones oficiales, junto con ser el segundo vídeo que más rápido alcanzó los 100 millones de visualizaciones, logro conseguido en un día, 8 horas y 22 minutos.
El sencillo ganó numerosos premios, incluida la canción de verano en los MTV Video Music Awards 2020 y el premio al mejor baile para un grupo femenino, tanto en los Melon Music Awards 2020 como en los Mnet Asian Music Awards. Además ganó el premio a la canción del año correspondiente al mes de junio en los Gaon Chart Music Awards y recibió un Bonsang Digital en los Golden Disk Awards.

## Antecedentes y lanzamiento
El 4 de mayo de 2020, se informó que el grupo había terminado de grabar su nuevo álbum, The Album, cuyo título sería revelado dos meses después, el 27 de julio del mismo año, y que estaban trabajando en una calendarización para grabar un videoclip más tarde ese mes. El 18 de mayo de 2020, el sello surcoreano del grupo, YG Entertainment, compartió una actualización sobre el proyecto, donde se informó un lanzamiento para el mes de junio de 2020, revelándose que serían más de diez canciones las que conformarían su primer álbum de larga duración. El 10 de junio de 2020, la compañía publicó un póster como adelanto para el sencillo de prelanzamiento en todas las plataformas de redes sociales, donde se reveló que la fecha de lanzamiento de la canción sería el 26 de junio. Tres días después, YG Entertainment, a través de un reality show del grupo titulado 24/365 with Blackpink, emitido poco antes del estreno del álbum, documentó la preparación del lanzamiento de la canción y su nuevo álbum.
El 15 de junio, YG Entertainment publicó carteles individuales de las miembros de Blackpink. Al día siguiente, se revelaron otros carteles con el nombre del sencillo de prelanzamiento. Los vídeos conceptuales con las miembros se lanzaron el 18 y 19 de junio. Posteriormente, las fotos conceptuales se revelaron el 20 de junio y un nuevo vídeo conceptual fue lanzado un día después. El póster oficial del grupo fue revelado el 22 de junio y un vídeo de adelanto de su vídeo musical fue lanzado el 24 de junio. La canción se estrenó oficialmente el 26 de junio de 2020, tras una conferencia de prensa y después de una hora de transmisión en vivo con las miembros, realizando una cuenta regresiva transmitida simultáneamente por YouTube y V Live.
El 17 de julio de 2020 fue lanzada la canción en formato físico como un sencillo en CD de edición especial, que incluía la pista y su versión instrumental.

## Composición y letra
«How You Like That» fue escrita por Teddy Park junto a Danny Chung, compuesta por R. Tee, 24 y Park y producida por el propio Park. Tiene una duración de tres minutos y tres segundos. Musicalmente, la canción es una fusión de EDM, pop, trap y hip-hop, donde también se combinan elementos de la música árabe durante uno de sus raps, mientras que en términos de notación musical, la canción está escrita en clave de re sostenido menor y tiene un tempo de 130 pulsaciones por minuto.
Su letra hace referencia directamente a un interés romántico y/o algún tipo de odio, es decir, un enemigo, y la forma en que esta se expone señala que dicho individuo prácticamente se estuviera burlando de ellas en el momento en que se encuentran deprimidas, sin embargo, ellas pueden perseverar, superar la situación y prosperar. Finalmente, la letra hace alarde del hecho que, incluso ahora, están mucho mejor que la misma persona que se burló de ellas cuando no se encontraban bien. «Look at you, now look at me, how you like that?», dice su coro («mírate, ahora mírame a mi. ¿Cómo te gusta eso?»). En términos generales, la canción habla sobre la satisfacción del karma, sobre cómo tocaron fondo antes de dejar ir a la persona tóxica que les hizo daño en sus vidas, para finalmente, volver a tomar el control.
Matt Melis del sitio web Consequence of Sound señaló que «Combinando inglés y coreano, las miembros Jisoo, Jennie, Rosé y Lisa transmiten un mensaje positivo de perseverancia sobre una pista con un estilo hip-hop con muchos lanzamientos explosivos. "Voy a agarrar la última pizca de esperanza", señala Jisoo en coreano, "incluso si extiendo las dos manos". La canción combina esa demostración de fuerza interior con un coro como mantra y un elaborado vídeo musical».

«Este sencillo es una canción de hip-hop más intensa, pero al mismo tiempo mantiene el color original y la personalidad de Blackpink. El mensaje habla de cómo, en cualquier situación dada, no perderemos la confianza y nos levantaremos, a pesar de las circunstancias en las que nos encontremos».

En una entrevista realizada para la revista estadounidense Time, las miembros señalaron que «queremos que todos encuentren fuerza a través de nuestra música», mientras que Rosé, respecto a la canción, indicó que sienten tener la responsabilidad de difundir mensajes positivos como celebridades. «Pensamos mucho en nuestra responsabilidad de transmitir una influencia positiva. A las personas que aman nuestra música y nos apoyan, quiero decirles que se amen a sí mismos y siempre tengan confianza».

## Promoción

### Vídeo musical
El vídeo musical fue lanzado el 26 de junio de 2020 a las 18:00 hrs. (KST) a través de sus plataformas oficiales de YouTube y V Live, y fue dirigido por Seo Hyun-seung, el mismo que estuvo a cargo de los vídeos de sus anteriores sencillos como «Boombayah», «Ddu-Du Ddu-Du» y «Kill This Love», entre otros. Su lanzamiento se convirtió en el vídeo con más espectadores que visualizan juntos el estreno, con 1,65 millones de espectadores.
El video muestra a Lisa, Jennie, Rosé y Jisoo en una variedad de escenarios dramáticamente iluminados, desde una exuberante selva tropical y un palacio de hielo hasta una habitación llena de sombrillas con restos de fuego, para finalmente aparecer todas juntas realizando una coreografía en conjunto en un gran salón abovedado, donde el cuarteto está rodeado de bailarines y dos grandes Caballos de Troyas. Es en esta escena donde las cuatro miembros lucen un hanbok, tradicional vestimenta coreana, en una versión recortada fusionada con otros conceptos únicos para cada miembro: diseños góticos e inspiraciones del cheolik de Mongolia (Jisoo), elementos de la cultura tailandesa (Lisa), referencias militares (Rosé) y homenajes a los eruditos de la era Joseon (Jennie), que llamaron la atención incluso a nivel internacional. «La idea de utilizar hanboks surgió por primera vez de la integrante de Blackpink, Jennie. Mientras preparaba los trajes y vestimentas, no opté por la variedad tradicional del hanbok; mantuve intacto el espíritu central del traje y lo fusioné con elementos del estilo tradicional coreano para crear los conjuntos finales inspirados en el diseño que vieron en el vídeo musical», señaló Kim Tae-young, más conocida como Balko, estilista a cargo del vestuario en el vídeo.
En términos visuales, el vídeo muestra una serie de elementos y referencias pertenecientes a la Antigua Grecia y la mitología egipcia. Al comienzo del vídeo se puede apreciar la escultura de la Victoria alada de Samotracia, que representa a Niké, la diosa de la victoria, con las miembros ingresando a un salón similar a un Teatro griego. En la siguiente escena, se le ve a Jisoo con los ojos vendados, emulando a Temis, diosa griega de la justicia y la equidad, mientras se puede apreciar escrito en el cuerpo de la cantante las palabras "slut", "hoe" (términos peyorativos en inglés para referirse a una prostituta) y "envy" (envidia). Posteriormente, Rosé se encuentra recostada en un ataúd hecho de flores en alusión a Perséfone, diosa griega de la naturaleza y las estaciones, mientras que Lisa, durante su rap, luce una estética muy similar a la de Cleopatra, reina del Antiguo Egipto, viéndose acompañada de un halcón, animal asociado a Horus, dios egipcio de la realeza y el cielo y ave mensajera de Zeus. En la escena final del vídeo, dos grandes Caballos de Troyas, de la mitología griega, forman parte de la escenografía. Según Hern Yee de Medium, todos estos elementos podrían darle un significado más profundo a la canción y no ser solo parte de un aleatorio concepto visual: «Realmente creo que las referencias simbólicas y líricas a lo largo del vídeo musical podrían aludir a la parte más vulnerable de las demandas explotadoras de la industria del k-pop, el escrutinio incesante de las comunidades en línea y los regímenes de estilo de vida contractualmente muy restrictivos».
Tras su estreno, el vídeo rompió cinco Récords Guinness oficiales de YouTube: el vídeo más visto en 24 horas, el vídeo musical más visto en 24 horas, el vídeo musical de k-pop más visto en 24 horas (86,3 millones de visitas oficiales registradas y corregidas por YouTube), el vídeo estreno con más vistas durante su premiere (de cualquier contenido) y el vídeo de música con más vistas durante su premiere. Estos dos últimos récords fueron alcanzados con 1,65 millones de espectadores. Además, se convirtió en el vídeo que más rápido alcanzó las 100 millones de visualizaciones, logro conseguido en un día, 8 horas y 22 minutos. El 8 de agosto, el vídeo alcanzó las 400 millones de reproducciones, mientras que el 12 de noviembre de 2021 consiguió mil millones de reproducciones, siendo su quinto vídeo musical en alcanzar dicha marca.

#### Controversia
Días después tras la publicación del vídeo, surgió en las redes sociales una controversia debido a que en una escena, se podía apreciar una pequeña estatua en representación del dios hindú Ganesha que, aparentemente, estaba siendo utilizada como accesorio, lo que muchos internautas consideraron inapropiado. El dios hindú estuvo en pantalla durante solo unos segundos, pero la imagen de Ganesha en el vídeo fue suficiente para que muchos fanáticos, especialmente de India, expresaran su malestar. El grupo fue acusado de apropiación cultural, de utilizar un objeto sagrado como elemento de utilería y de «faltarle el respeto» al colocarlo en el suelo. Esto provocó una petición firmada por más de 4 500 fanáticos que exigían que YG Entertainment, la agencia del grupo, «eliminara o emitiera una disculpa pública por insultar la cultura hindú». Como respuesta a las masivas peticiones y muestras de molestias, la estatua de Lord Ganesha fue editada del vídeo y eliminada por parte de la agencia discográfica, con YouTube permitiendo la modificación del vídeo sin la pérdida de datos de reproducciones.

### Presentaciones en vivo
Días previos al lanzamiento del sencillo, el 18 de junio de 2020, el conductor de televisión Jimmy Fallon anunció que Blackpink haría su primera presentación oficial en su programa, The Tonight Show Starring Jimmy Fallon, de la cadena NBC de los Estados Unidos. El grupo presentó la canción por primera vez el 27 de junio de 2020 y, posteriormente, realizó la primera presentación para la televisión surcoreana en el programa Inkigayo de la cadena SBS el 28 de junio. Finalmente, se presentaron cuatro veces en Inkigayo y en tres oportunidades en el programa Show! Music Core, durante casi un mes de promoción.
El 31 de enero de 2021, el sencillo formó parte del repertorio de canciones de su primer concierto virtual en línea titulado The Show, transmitido por YouTube Music a través de su sistema de pago por visión.

### Vídeo de práctica
El 5 de julio de 2020, fue publicado en YouTube el vídeo de práctica de la canción. En él, las cuatro miembros muestran la coreografía completa de la canción, en ropa deportiva negra a juego frente a un intenso fondo rosado. En el clímax de la pista, las integrantes son acompañadas por ocho bailarinas de respaldo para un sincronizado y energético final.
El vídeo alcanzó las 100 millones de reproducciones en tan solo 16 días, lo cual superó al vídeo de práctica de «Kill This Love», que tardó 57 días en alcanzar la misma cifra. El 20 de agosto de 2020, el vídeo de práctica registró 200 millones de visitas. El 6 de enero de 2021, YG Entertainment informó que el vídeo de práctica de baile alcanzó oficialmente las 500 millones de reproducciones, siendo el primer vídeo de estas características en alcanzar dicha cifra en la historia del k-pop, mientras que el 8 de octubre del mismo año, el vídeo alcanzó las 800 millones de reproducciones, marcando un nuevo hito entre este tipo de vídeos que no corresponden a videoclips principales que acompañan a un sencillo musical o canción. Cuatro meses después, el 7 de febrero de 2022, el vídeo alcanzó un billón de visualizaciones, lo que lo convirtió en el sexto vídeo de la agrupación en alcanzar esa marca.
El 9 de diciembre de 2020, la revista estadounidense Billboard escogió el vídeo de práctica como el vigésimo mejor vídeo musical del 2020, en su lista de fin de año, según votaciones del staff del sitio web.

### Versión en japonés
El 2 de agosto de 2021 fue lanzada una versión en japonés de la canción, con un nuevo vídeo musical con algunas pequeñas diferencias en el montaje de la filmación y un par de nuevas tomas incorporadas. Esta versión se publicó como sencillo promocional de la reedición de su álbum larga duración The Album (2020), lanzada para la industria musical japonesa bajo el título de The Album -JP Ver.- el 3 de agosto de 2021.

## Recepción

### Comentarios de la crítica
Luego del lanzamiento, «How You Like That» recibió en general críticas positivas de sitios especializados de música. Hwang Sun-up del sitio IZM señaló que «sigue la senda de 'Kill This Love', pero su parte vocal que sale de repente hace la diferencia rápidamente. El carácter adictivo de cada melodía y su fluidez no es fácil de recibir, pero funciona». Además indicó que «los marcados acentos de las miembros se mezclan correctamente, lo que hace que te des cuenta de la integridad de las frases».
Hannah Zwick de Consequence of Sound indicó en su reseña del álbum que «('How You Like That' es) la canción más clásica de Blackpink en el disco y la primera vista previa que los fanáticos obtuvieron durante el verano. Es el epítome de esos sencillos con fórmulas que han estado lanzando durante los últimos años, pero es difícil negarse a ellos cuando la fórmula funciona tan bien. El ritmo elástico no se detiene una vez que comienza, y cada línea se entrega meticulosamente».
Raul Stanciu del sitio web Sputnikmusic comentó sobe la canción que «El primer sencillo, 'How You Like That', es un hip hop cautivador con infusión de trap, perfecto para la actitud atrevida de las chicas. Los precoros melódicos muestran algunos encantadores fragmentos de canto de Rosé y Jisoo, mientras que las partes de rap son decentes para los estándares del k-pop. Aunque la coda conductora de la canción recuerda el cambio de tempo de 'Kill This Love' del año pasado, también representa una adición muy agradable».
Para la revista Rolling Stone, Tim Chan señaló que «La mezcla de géneros es una característica del k-pop, y es algo que Blackpink hace extremadamente bien. 'How You Like That' comienza como una canción trap, y antes de que el ritmo caiga, de manera inexplicable y maravillosa, se convierte en una palpitante pista de club que te deja sin aliento».
Crystal Bell de Paper Magazine señaló en su lista de "Las 40 mejores canciones de k-pop del 2020" que «Tras su lanzamiento, 'How You Like That', el primer sencillo de Blackpink en más de un año, fue criticado por su estructura ceñida a su fórmula, pero está el genio de Teddy (Park), el productor principal del grupo. Su inclinación por el ruido es indudablemente polarizante, pero no se puede decir que no sea adictivo. 'How You Like That' es cautivadora y se vuelve gloriosamente grande, además que tuvo un impacto cultural significativamente mayor que sus otros sencillos este año».
El sitio de música Medium dijo en su reseña que «a pesar de las similitudes con canciones anteriores, hubo momentos en la canción que la hicieron sentir diferente y emocionante. En los primeros segundos tras escuchar la voz de Jennie sentada sobre un bajo punzante, sentimos como si hubiésemos sido transportados a este mundo etéreo rodeado por las melodías de la voz de Blackpink».
Giselle Libby de Sound Digest indicó que «es un himno que rebosa confianza, amor propio y mucho descaro. Lisa, Jisoo, Rosé y Jennie suenan hermosas y realmente se ven como diosas en el vídeo. Su talento vocal y sus habilidades de baile son incomparables, como es habitual». Agregó que «después de un cambio de energía tan audaz, el segundo verso nos da una verdadera joya: la rapera Lisa. Su confianza es inigualable, con letras nítidas y contundentes».
Chase McMullen de la revista en línea Beats Per Minute, señaló que «'How You Like That' ofrece todo y más de lo que los fanáticos esperan de Rosé, Jisoo, Jennie y Lisa: una actitud descarada que es tan "en tu cara" que podrías jurar que hueles el aliento, un ritmo pisando fuerte, listo para el club, lleno de confianza para las listas musicales y con imágenes tan impactantes que se convierten en parte del sonido».
Robin Murray del sitio Clash Music indicó que «'How You Like That' es un monstruo que viene a asaltar los graneros y llenar los estadios, un verdadero 'wtf?', mientras acaba con todas las reglas de la moda».

### Recibimiento comercial
En Corea del Sur, el 30 de junio de 2020, la canción fue acreditada oficialmente con un Perfect All-Kill (PAK) en la industria surcoreana, es decir, alcanzó el primer lugar en las seis principales listas de música de Corea del Sur de manera simultánea (Melon, Genie, FLO, VIBE, Bugs! y Soribada), tanto en tiempo real como de forma diaria, lo que la posicionó en el primer lugar del iChart. Con esto, Blackpink sumó su tercer PAK oficial y se convirtió en el primer grupo surcoreano en lograrlo durante el 2020 y el primero en conseguir esta marca en dos décadas distintas, tras lograrlo con «Ddu-Du Ddu-Du» en 2018 y «Whistle» en 2016. Finalmente, para el 11 de julio, la canción acumuló 12 PAKs, convirtiéndose en su primera canción en alcanzar este hito. La canción debutó en el número 12 en el Gaon Digital Chart con solo 1 día y 16 horas de conteo, antes de alcanzar el número 1 de la lista en su segunda semana. Además, tras el lanzamiento del sencillo en formato físico el 17 de julio, este alcanzó el número 1 en el Gaon Albums Chart ocho días más tarde, el 25 de julio.
En Japón, la canción debutó en el número 17 en el Japan Hot 100 de Billboard con 3952 ventas combinadas estimadas. También debutó en el número 23 en la tabla Top Streaming Songs y en el número 19 en la lista Top Download Songs. También debutó en el número 24 en el Oricon Combines Singles Chart con 8219 descargas vendidas y 1 804 749 transmisiones en sus primeros tres días. Mientras que en China, la canción fue certificada por QQ Music con doble disco de platino. En el resto de Asia, destacó su presencia en las listas musicales de Malasia, Singapur y Tailandia, países en los que alcanzó la primera ubicación. En particular, la canción alcanzó el número 1 en Malasia y Singapur durante ocho semanas en cada país, y fue la canción más vendida de 2020 en Malasia.
En los Estados Unidos, se ubicó en la cima de la lista World Digital Song Sales de Billboard tras su lanzamiento. Además, alcanzó la posición número 33 de la lista de popularidad Billboard Hot 100 en su debut, empatando con «Sour Candy» como la canción de mayor audiencia de un acto femenino surcoreano en ese momento. Debutó en el número 2 en la lista de ventas Digital Songs con 16 400 copias vendidas y en el número 18 en la lista de Streaming Songs. También alcanzó la posición número 24 de la lista Billboard Global 200 y la posición número 17 de la lista Rolling Stone Top 100, también de Billboard.
En Europa, la pista llegó a la posición número 66 en la lista oficial de Alemania, alcanzó el puesto número 25 en la lista AFP de Portugal (país donde obtuvo Disco de oro dos años después de su lanzamiento), logró la posición número  20 de la lista de sencillos UK Singles Chart del Reino Unido, la ubicación número 55 en Austria en la lista musical Ö3 Austria Top 40, la posición número 13 de la Federación Internacional de la Industria Fonográfica en Escocia, mientras que alcanzó la cima de la lista de la industria musical húngara Single Top 40.
En cuanto a servicios de reproducción y descargas, en la plataforma Spotify, el sencillo debutó en el número 5 de su lista global con 4073 millones de reproducciones, con lo que rompió el récord del debut de un grupo femenino en la historia de dicha plataforma digital; y en el número 10 en los Estados Unidos con más de 762 000 reproducciones en el mismo servicio. Al día siguiente de su lanzamiento, la canción subió del número 5 al 2 en dicha lista. También escaló en los Estados Unidos, donde subió del número 10 al número 8. La canción también debutó en el número uno en la plataforma iTunes en más de 60 países, más que cualquier otra canción de un grupo femenino. Así, batió un récord que el mismo Blackpink estableció en mayo del mismo año con su colaboración con Lady Gaga titulada «Sour Candy». En iTunes de los Estados Unidos, la canción alcanzó el número uno entre las canciones más vendidas de dicha plataforma, siendo su segunda canción en alcanzar la cima en el gráfico. En Melon, sitio de transmisión de música de Corea del Sur, la canción debutó en la lista de éxitos en tiempo real en el número uno, convirtiéndola en la primera canción de un grupo femenino en ir directamente a la cima de la lista en aproximadamente dos años.

## Uso en otros medios
- La canción apareció en el episodio 10 de la primera temporada de la serie Big Shot (2021) de Disney+, titulado Marvyn's Playbook, que fue emitido el 18 de junio de 2021.[120][121]
- La canción fue utilizada en el primer tráiler de la película animada estadounidense Hotel Transylvania: Transformanía (2022) y forma parte de la banda sonora original de la cinta.[122][123]

## Lista de canciones
| Descarga digital |                     |                         |                        |            |          |  |
| N.º              | Título              | Letras                  | Música                 | Arreglo    | Duración |  |
| 1.               | «How You Like That» | Teddy Park, Danny Chung | Teddy Park, R. Tee, 24 | R. Tee, 24 | 3:03     |  |
| 3:03             |                     |                         |                        |            |          |  |

| Sencillo en CD (Edición especial) |                                    |                         |                        |            |          |  |
| N.º                               | Título                             | Letras                  | Música                 | Arreglo    | Duración |  |
| 1.                                | «How You Like That»                | Teddy Park, Danny Chung | Teddy Park, R. Tee, 24 | R. Tee, 24 | 3:03     |  |
| 2.                                | «How You Like That (instrumental)» |                         | Teddy Park, R. Tee, 24 | R. Tee, 24 | 3:03     |  |
| 6:06                              |                                    |                         |                        |            |          |  |

## Créditos
Créditos adaptados de las notas del álbum de «How You Like That» (booklet) y de Tidal. Grabado en YG Entertainment.
- Blackpink - voces
- Teddy Park - letrista, compositor, productor
- Danny Chung - letrista
- R. Tee - compositor, arreglista
- 24 - compositor, arreglista

## Reconocimientos

### Premios y nominaciones
| Año  | Evento                       | Premio                                      | Resultado | Ref.    |
| ---- | ---------------------------- | ------------------------------------------- | --------- | ------- |
| 2020 | APAN Music Awards            | Mejor vídeo musical                         | Ganador   | [ 126 ] |
| 2020 | Asian Pop Music Awards       | Mejores Arreglos - Extranjero (R. Tee & 24) | Ganador   | [ 127 ] |
| 2020 | Asian Pop Music Awards       | Mejor Producción - Extranjero (Teddy Park)  | Nominado  | [ 128 ] |
| 2020 | Asian Pop Music Awards       | Canción del año - Extranjero                | Nominado  | [ 128 ] |
| 2020 | BreakTudo Awards             | Vídeo musical internacional del año         | Nominado  | [ 129 ] |
| 2020 | Clips de L'Année             | Vídeo musical internacional del año         | Nominado  | [ 130 ] |
| 2020 | KBS World Radio K-Pop Awards | Canción del año                             | Nominado  | [ 131 ] |
| 2020 | Melon Music Awards           | Canción del año                             | Nominado  | [ 132 ] |
| 2020 | Melon Music Awards           | Mejor pista de baile femenino               | Ganador   | [ 15 ]  |
| 2020 | Meus Prêmios Nick            | Éxito internacional favorito                | Nominado  | [ 133 ] |
| 2020 | Mnet Asian Music Awards      | Mejor performance de baile - Grupo femenino | Ganador   | [ 16 ]  |
| 2020 | Mnet Asian Music Awards      | Canción del año                             | Nominado  | [ 134 ] |
| 2020 | MTV Video Music Awards       | Canción del verano                          | Ganador   | [ 14 ]  |
| 2021 | Gaon Chart Music Awards      | Canción del año - junio                     | Ganador   | [ 17 ]  |
| 2021 | Gaon Chart Music Awards      | Estilo del año (Kim Bal-ko y Park Min-hee)  | Ganador   | [ 135 ] |
| 2021 | Golden Disc Awards           | Bonsang digital                             | Ganador   | [ 18 ]  |
| 2021 | iHeartRadio Music Awards     | Mejor vídeo musical                         | Nominado  | [ 136 ] |
| 2021 | Seoul Music Awards           | Premio Bonsang                              | Nominado  | [ 137 ] |
| 2021 | TopHit Music Awards Russia   | Mejor vídeo internacional                   | Ganador   | [ 138 ] |

### Récords mundiales
| Año  | Organización           | Premio                                                                | Resultado | Ref.    |
| ---- | ---------------------- | --------------------------------------------------------------------- | --------- | ------- |
| 2020 | Guinness World Records | Vídeo de YouTube más visto en 24 horas                                | Ganador   | [ 139 ] |
| 2020 | Guinness World Records | Vídeo de música de YouTube más visto en 24 horas                      | Ganador   | [ 139 ] |
| 2020 | Guinness World Records | Vídeo de música de YouTube de un grupo de k-pop más visto en 24 horas | Ganador   | [ 139 ] |
| 2020 | Guinness World Records | Más vistas para la premiere de un vídeo de YouTube                    | Ganador   | [ 139 ] |
| 2020 | Guinness World Records | Más vistas para la premiere de un vídeo de música de YouTube          | Ganador   | [ 139 ] |

### Premios en programas de música
| Programa                  | Fecha               | Ref.    |
| ------------------------- | ------------------- | ------- |
| Inkigayo (SBS)            | 5 de julio de 2020  | [ 140 ] |
| Inkigayo (SBS)            | 12 de julio de 2020 | [ 141 ] |
| Inkigayo (SBS)            | 19 de julio de 2020 | [ 142 ] |
| Show Champion (MBC Music) | 8 de julio de 2020  | [ 143 ] |
| Show Champion (MBC Music) | 15 de julio de 2020 | [ 144 ] |
| Show Champion (MBC Music) | 29 de julio de 2020 | [ 145 ] |
| M Countdown (Mnet)        | 9 de julio de 2020  | [ 146 ] |
| M Countdown (Mnet)        | 16 de julio de 2020 | [ 147 ] |
| Music Bank (KBS)          | 10 de julio de 2020 | [ 148 ] |
| Music Bank (KBS)          | 31 de julio de 2020 | [ 149 ] |
| Show! Music Core (MBC TV) | 11 de julio de 2020 | [ 150 ] |
| Show! Music Core (MBC TV) | 18 de julio de 2020 | [ 151 ] |
| Show! Music Core (MBC TV) | 25 de julio de 2020 | [ 152 ] |

### Premios en tiendas de música en línea
| Premio                  | Fecha               | Ref.    |
| ----------------------- | ------------------- | ------- |
| Weekly Popularity Award | 6 de julio de 2020  | [ 153 ] |
| Weekly Popularity Award | 13 de julio de 2020 | [ 153 ] |
| Weekly Popularity Award | 20 de julio de 2020 | [ 153 ] |

### Listados
| Publicación          | Lista                                                                      | Ranking  | Ref.    |
| -------------------- | -------------------------------------------------------------------------- | -------- | ------- |
| Alternative Press    | 10 canciones que necesitan ser versionadas en un nuevo álbum Punk Goes Pop | Incluida | [ 154 ] |
| Amazon Music         | Lo mejor de 2021: K-Pop                                                    | Incluida |         |
| Apple Music          | Canciones top de 2020: Korea                                               | Incluida | [ 155 ] |
| Bandwagon            | On the Record: Música que dio forma a nuestro 2020                         | Incluida | [ 156 ] |
| Billboard            | Las 30 mejores canciones pop del 2020: Staff Picks                         | Incluida | [ 157 ] |
| Billboard            | Las 100 mejores canciones del 2020: Staff List                             | 23.º     | [ 158 ] |
| Billboard            | Los 25 mejores vídeos musicales del 2020: Staff Picks                      | 20.º     | [ 67 ]  |
| Billboard            | Las 15 mejores presentaciones del 2020                                     | Incluida | [ 159 ] |
| Bugs                 | Canciones más queridas del 2021                                            | 82.º     | [ 160 ] |
| Chicago Tribune      | Las 50 mejores canciones del 2020                                          | Incluida | [ 161 ] |
| Consequence of Sound | Top 50 de canciones del 2020                                               | 27.º     | [ 162 ] |
| Hypebae              | Mejores canciones k-pop y vídeos musicales del 2020                        | Incluida | [ 163 ] |
| Hypebae              | The Hypebae Best: Canciones Top del 2020                                   | Incluida | [ 164 ] |
| Idolator             | Las 30 mejores canciones pop Q2 del 2020                                   | Incluida | [ 165 ] |
| KultScene            | 50 mejores canciones k-pop del 2020                                        | 11.º     | [ 166 ] |
| Los Angeles Times    | 50 mejores canciones del 2020                                              | Incluida | [ 167 ] |
| Medium               | 20 mejores canciones k-pop del 2020                                        | 8.º      | [ 168 ] |
| Metro                | Los mejores regresos del k-pop del 2020                                    | 18.º     | [ 169 ] |
| MTV LA               | Los 100 vídeos más vistos del 2020                                         | 48.º     | [ 170 ] |
| Paper                | Las 40 mejores canciones k-pop del 2020                                    | 19.º     | [ 75 ]  |
| Pitchfork            | Lo Mejor de la Música 2020: Top 100 Canciones                              | 98.º     | [ 171 ] |
| Sanook               | Top 20 canciones del 2020                                                  | 8.º      | [ 172 ] |
| Spotify              | Canciones k-pop más reproducidas globalmente 2020                          | 2.º      | [ 173 ] |
| Spotify              | Top Tracks de k-pop de 2021                                                | Incluida | [ 174 ] |
| Spotify              | Canciones k-pop más reproducidas globalmente 2021                          | 5.º      | [ 175 ] |
| Twitter              | Canciones k-pop más mencionadas en el mundo en 2020                        | 9.º      | [ 176 ] |
| Uproxx               | Mejores canciones del 2020                                                 | 32.º     | [ 177 ] |
| Verge Magazine       | Las 10 mejores canciones de Blackpink                                      | 7.º      | [ 178 ] |
| Vogue                | Vídeos musicales más elegantes del 2020                                    | Incluida | [ 179 ] |

## Posicionamiento en listas
| Lista (2020)                                         | Mejor posición |
| ---------------------------------------------------- | -------------- |
| Alemania (Official German Charts)                    | 66             |
| Argentina (Argentina Hot 100)                        | 47             |
| Australia (ARIA)                                     | 12             |
| Austria (Ö3 Austria Top 40)                          | 55             |
| Canadá (Canadian Hot 100)                            | 11             |
| Corea del Sur (K-Pop Hot 100)                        | 1              |
| Corea del Sur (Gaon Album Chart)                     | 1              |
| Corea del Sur (Gaon Digital Chart)                   | 1              |
| Corea del Sur (Gaon Download Chart)                  | 3              |
| Escocia (Official Charts Company)                    | 13             |
| Eslovaquia (Singles Digital Top 100)                 | 30             |
| España (PROMUSICAE)                                  | 78             |
| Estonia (Singlid Tipp-40)                            | 15             |
| Estados Unidos (Billboard Hot 100)                   | 33             |
| Estados Unidos (Billboard Global 200)                | 24             |
| Estados Unidos (Billboard Global Excl. U.S.)         | 14             |
| Estados Unidos (Billboard World Digital Songs Sales) | 1              |
| Estados Unidos (Rolling Stone Top 100)               | 17             |
| Francia (SNEP)                                       | 78             |
| Guatemala (Monitor Latino)                           | 18             |
| Hungría (Single Top 40)                              | 1              |
| Hungría (Stream Top 40)                              | 12             |
| Irlanda (IRMA)                                       | 26             |
| Japón (Japan Hot 100)                                | 8              |
| Japón (Combined Singles Oricon)                      | 24             |
| Lituania (AGATA)                                     | 21             |
| Malasia (RIM)                                        | 1              |
| Nueva Zelanda (Recorded Music NZ)                    | 14             |
| Países Bajos (Single Hot 100)                        | 77             |
| Portugal (AFP)                                       | 25             |
| Reino Unido (UK Singles Chart)                       | 20             |
| República Checa (IFPI)                               | 45             |
| Singapur (RIAS)                                      | 1              |
| Suecia (Sverigetopplistan)                           | 92             |
| Suiza (Schweizer Hitparade)                          | 50             |
| Tailandia (JOOX)                                     | 1              |

| Lista (2020)                       | Mejor posición |
| ---------------------------------- | -------------- |
| Brasil (Top 50 Streaming)          | 26             |
| Corea del Sur (Gaon Digital Chart) | 1              |
| Corea del Sur (Gaon Album Chart)   | 2              |

| Lista (2020)                          | Mejor posición |
| ------------------------------------- | -------------- |
| Hungría (Single Top 40)               | 27             |
| Japón (Japan Hot 100)                 | 72             |
| Malasia (RIM)                         | 1              |
| Corea del Sur (Gaon Digital Chart)    | 16             |
| Corea del Sur (Gaon Album Chart)      | 32             |
| Lista (2021)                          | Mejor posición |
| Estados Unidos (Billboard Global 200) | 185            |

## Certificaciones
| País                                               | Organismo certificador | Certificación | Ventas certificadas       | Ref.    |
| Ventas                                             | Ventas                 | Ventas        | Ventas                    | Ventas  |
| -------------------------------------------------- | ---------------------- | ------------- | ------------------------- | ------- |
| Australia                                          | ARIA                   | Platino       | 70 000*                   | [ 209 ] |
| Brasil                                             | Pro-Música Brasil      | Diamante      | 160 000*                  | [ 210 ] |
| Canadá                                             | Music Canada           | Oro           | 40 000*                   | [ 6 ]   |
| China                                              | QQ Music               | -             | 3 072 178*                | [ 211 ] |
| Corea del Sur                                      | KMCA                   | Platino       | 250 000* (álbum sencillo) | [ 10 ]  |
| España                                             | Promusicae             | Oro           | 30 000*                   | [ 212 ] |
| Portugal                                           | AFP                    | Oro           | 5 000*                    | [ 9 ]   |
| Reino Unido                                        | BPI                    | Plata         | 200 000*                  | [ 213 ] |
| Streaming                                          |                        |               |                           |         |
| Corea del Sur                                      | KMCA                   | Platino       | 100 000 000*              | [ 8 ]   |
| China                                              | QQ Music               | 3xPlatino     | 1 000 000*                | [ 214 ] |
| Francia                                            | SNEP                   | Oro           | 15 000 000*               | [ 215 ] |
| Japón                                              | RIAJ                   | Platino       | 100 000 000*              | [ 7 ]   |
| *Cifras de ventas basadas solo en certificaciones. |                        |               |                           |         |

## Historial de lanzamiento
| País             | Fecha               | Formato                    | Sello                            | Ref.            |
| Versión coreana  | Versión coreana     | Versión coreana            | Versión coreana                  | Versión coreana |
| ---------------- | ------------------- | -------------------------- | -------------------------------- | --------------- |
| Mundo            | 26 de junio de 2020 | Descarga digital streaming | YG Entertainment Interscope      | [ 216 ]         |
| Italia           | 3 de julio de 2020  | Contemporary hit radio     | Universal Music                  | [ 217 ]         |
| Mundo            | 17 de julio de 2020 | Sencillo en CD             | YG Entertainment Interscope      | [ 218 ]         |
| Versión japonesa |                     |                            |                                  |                 |
| Japón            | 27 de julio de 2021 | Descarga digital streaming | Universal Music Japan Interscope | [ 219 ]         |